# Eino Rastas
Eino Rastas (Valkeala, 17 de julho de 1894 – Kuusankoski, 7 de janeiro de 1965) foi um fundista finlandês, bicampeão olímpico em provas de cross-country. Conquistou a medalha de ouro com a equipe da Finlândia na prova do cross-country por equipes nos Jogos de Antuérpia 1920 e Paris 1924.
Suas melhores marcas em provas olímpicas de pista e estrada foram: 5000 m – 15:00; 10000 m – 31:42; maratona – 2:40.40.